# Yavnella indica
Yavnella indica is een mierensoort uit de onderfamilie van de Leptanillinae. De wetenschappelijke naam van de soort is voor het eerst geldig gepubliceerd in 1987 door J. Kugler.